# Montse Guallar
Montserrat Guallar i Caballé (Barcelona, 1960) es una actriz española. Estudió interpretación en el Instituto del Teatro de Barcelona, mimo y pantomima con Pawel Rouba, y "Commedia dell´Arte" en Venecia con Carlo Boso. Es una de las actrices más populares en Cataluña, gracias a la numerosas obras de teatro que ha interpretado y, especialmente, a sus apariciones televisivas, en teleseries de TV3 como Secrets de família, El cor de la ciutat o La Riera. También ha sido la presentadora de diversos concursos televisivos en la televisión catalana, como Amor a primera vista.

## Teatro
- 2004- Mathilde de Véronique Olmi. Dir. Jordi Mesalles. Teatre Lliure, B.
- 2002/03- Después del ensayo, de Ingmar Bergman. Dir. Jordi Mesalles. Teatre Lliure.
- 1999- Això guixa, sobre textos de Pere Quart. Dir. Pere Planella. Gira año 2000.
- 1996- El temps i l´habitació, de Botho Strauss. Dir. Lluís Homar. Teatre Lliure/CDG.
- 1995- Arsènic i puntes de coixí  (Arsénico y encaje antiguo), de J. Kesselring. Dir: Anna Lizaran. Teatre Lliure.
- 1996- Cartas de amor,  de A. R. Gurney. Dir. Josep Costa  (Gira)
- 1994- La gateta i el mussol (La gatita y el búho), de Bill Manhoff. Dir.: Ricard Reguant.
- 1992- El parc, de Botho Strauss. Dir: Carme Portacelli. Teatre Lliure
- 1991- Historia del soldat, de Igor Stravinsky. Dir: Lluís Homar. Teatre Lliure.
- 1991- Sueño de una noche de verano de W. Shakespeare. Dir. Calixto Bieito.
- 1990- Un dels ultims vespres de carnaval, de Carlo Goldoni. Dir: Lluís Pasqual. Teatre Lliure
- 1989- Ai carai, de Josep Maria Benet i Jornet. Dir: Rosa María Sardà. Teatre Lliure
- 1988- Taxi, al Rialto, musical de Kado Kostzer. Dir. A. Díaz Zamora. Teatre Rialto (Valencia)
- 1987- El manuscrit d´Ali Bei, de Josep Maria Benet i Jornet. Dir: J. Montanyès. Teatre Lliure.
- 1986- El tango de Don Joan, de Quim Monzó / Jerôme Savary.
- 1985- Pel davant i pel darrera (“Noises off”) de Michael Frayn. Dir.: A. Herold
- 1984- L´assedio della serenissima Con el T.A.G. Teatro di Venezia. Dir. Carlo Boso.
- 1983- Il falso magnifico Con el T.A.G. Teatro di Venezia. Dir. Carlo Boso.
- 1981- Noche de San Juan (Dagoll Dagom)
- 1980- Antaviana  (Dagoll Dagom)
- 1979- Despertar de Primavera, de Frank Wedekind. Dir. Jordi Mesalles.

## Cine
- 1999- El corazón del guerrero, de Daniel Monzón. Tornasol Films.
- 1997- Gracias por la propina, de Francesc Bellmunt (colaboración)
- 1995- Palace,  de Tricicle (colaboración)
- 1993- Mal de amores, de Carles Balagué.
- 1993- La fiebre del oro, de Gonzalo Herralde.
- 1990- La telaraña, de Antoni Verdaguer.

## TV: teleseries
- 2018 - Si no t'hagués conegut TV3
- 2014/2017- La Riera TV3 (interpreta a María Monclús)
- 2009- Infidels. TV3.
- 2005- Rétrouver Sara de Claude D´Anna (v.o. en francés)
- 2000/2009- El cor de la ciutat. Serie TV3. Dir. Esteve Rovira
- 2001- Hospital Central. Colaboración. Serie de Videomedia para Telecinco.
- 2000- Compañeros. Serie de Globomedia para Antena 3 TV.
- 1999- Petra Delicado. Colaboración en un capítulo de esta serie de Lola Films. Dir: Julio Sánchez Valdés. Tele 5.
- 1999- Nissaga, l´herència. Colaboración. Serie de TV3. Dir. Sílvia Quer
- 1999- La memòria dels Cargols. Serie de Dagoll Dagom para TV3.
- 1998- Laura Colaboración. Serie de TV3.
- 1997- Todos los hombres sois iguales. Serie de Boca a Boca para Tele 5.
- 1996- Hospital. Serie de Gestmusic para Antena 3 TV.
- "Un crim" Episodio de Crónicas de la verdad oculta. Serie de FDG para TV3. Dir: E. Mallarach
- 1996- Loco de atar. Serie de Ovideo TV para TVE.
- 1995- Secrets de família. TV3.
- 1990- Sóc com sóc. Serie de TV3. Dir. Esteve Durán
- 1987- Tres estrelles. TV3. Dir. Tricicle

## TV: programas
- Amor a primera vista, TV3.
- Lluna de mel, TV3.
- Mira, mira, TV3.